# Gouvernement Krag III
 (septembre 2023).
Si vous disposez d'ouvrages ou d'articles de référence ou si vous connaissez des sites web de qualité traitant du thème abordé ici, merci de compléter l'article en donnant les références utiles à sa vérifiabilité et en les liant à la section « Notes et références ».
Royaume de Danemark
Hilmar Baunsgaard Anker Jørgensen I
Le cabinet Jens Otto Krag III est le gouvernement du royaume de Danemark en fonction du 11 octobre 1971 au 5 octobre 1972.
Il est dirigé par le ministre d'État social-démocrate Jens Otto Krag et est formé à la suite des élections législatives de 1971, lors desquelles les Sociaux-démocrates ont rassemblé 33 % des suffrages.
Il succède au cabinet Hilmar Baunsgaard et est suivi du cabinet Anker Jørgensen I.

## Composition
| Fonction                                                                                           | Titulaire | Titulaire         | Parti |
| -------------------------------------------------------------------------------------------------- | --------- | ----------------- | ----- |
| Premier ministre                                                                                   |           | Jens Otto Krag    | SD    |
| Ministre des Affaires étrangères                                                                   |           | K. B. Andersen    | SD    |
| Ministre des Finances                                                                              |           | Henry Grünbaum    | SD    |
| Ministre de l'Économie et du Budget                                                                |           | Per Hækkerup      | SD    |
| Ministre du Travail                                                                                |           | Erling Dinesen    | SD    |
| Ministre de la Justice                                                                             |           | K. Axel Nielsen   | SD    |
| Ministre de la Pêche                                                                               |           | Christian Thomsen | SD    |
| Ministre de l'Économie des affaires étrangères, des Affaires européennes et des Affaires nordiques |           | Ivar Nørgaard     | SD    |
| Ministre du Logement                                                                               |           | Helge Nielsen     | SD    |
| Ministre de l'Intérieur                                                                            |           | Egon Jensen       | SD    |
| Ministre de l'Éducation                                                                            |           | Knud Heinesen     | SD    |
| Ministre de la Culture                                                                             |           | Niels Matthiasen  | SD    |
| Ministre de la Défense                                                                             |           | Kjeld Olesen      | SD    |
| Ministre de l'Agriculture                                                                          |           | Ib Frederiksen    | SD    |
| Ministre des Affaires sociales                                                                     |           | Eva Gredal        | SD    |
| Ministre Affaires ecclésiastiques                                                                  |           | Dorte Bennedsen   | SD    |
| Ministre des Travaux publics et de la Lutte contre la pollution                                    |           | Jens Kampmann     | SD    |
| Ministre du Groenland                                                                              |           | Knud Hertling     | SD    |
| Ministre du Commerce                                                                               |           | Erling Jensen     | SD    |